# Alonso de Sandoval (siglo XVI)
Alonso de Sandoval fue un noble y jesuita español del siglo XVI.

## Biografía
Fue hijo ilegítimo de Juan Esteban Manrique de Lara y Cardona (-1558), III duque de Nájera.
No se sabe a que edad ingresó en la Compañía de Jesús. Entre 1577 y 1580 fue rector del colegio de la Compañía de Jesús en Madrid, donde enseñó teología. Tras su nombramiento como rector, se ganó una cierta aversión del historiador jesuita Ribadeneira, entonces residente en el colegio de Madrid y que se oponía a la facción nobiliaria existente en la Compañía, ya que Sandoval, como rector de Madrid, prohibió al Ribadeneira hacer visitas fuera del colegio sin licencia.
En 1580, pasó a ser rector del colegio de San Esteban en Murcia.
No debe confundirse con otro jesuita homónimo, Alonso de Sandoval, misionero y defensor de los afrodescendientes en Cartagena de Indias.